# 佩德罗 (两西西里)
佩德罗·胡安·玛丽亚·阿莱霍·萨图尼诺及诸圣（Pedro Juan Maria Alejo Saturnino y todos los Santos，1968年10月16日—），出生于马德里。两西西里王子，波旁-两西西里王室西班牙系家族族长，卡拉布里亚公爵。
佩德罗还是君士坦丁大十字勋章，圣乔治骑士团骑士，阿尔坎塔拉骑士团骑士。
卡拉布里亚和诺托位于意大利。 他们的头衔是意大利语和法语，今天是民主共和国。

## 婚姻与子女
2001年3月30日，佩德罗在马德里与兰多路斯-梅尔加雷霍的索菲亚结婚，现有四子二女：
- 长子海梅（Jaime，1993年6月26日-），2013年5月6日被祖父卡洛斯册封为卡普阿公爵和两西西里王子；是現在的两西西里王位卡拉布里亚支继承人。继承权排在三个婚生弟弟前面。
- 次子胡安（Juan，2003年4月18日-）；
- 三子帕布罗（Pablo，2004年6月26日-）；
- 四子佩德罗·玛利亚（Pedro Maria，2007年1月3日-）；
- 长女索菲亚·玛丽亚·布兰卡（Sofia Maria Blanca，2008年11月12日-）；
- 次女布兰卡（Blanca，2011年4月6日-）;
- 三女玛丽亚 (Maria，2015年4月21日-）;

| 佩德罗 (两西西里) 波旁-两西西里王朝出生于：1968年10月16日 | 佩德罗 (两西西里) 波旁-两西西里王朝出生于：1968年10月16日 | 佩德罗 (两西西里) 波旁-两西西里王朝出生于：1968年10月16日 |
| 義大利貴族爵位                                            | 義大利貴族爵位                                            | 義大利貴族爵位                                            |
| --------------------------------------------------------- | --------------------------------------------------------- | --------------------------------------------------------- |
| 前任者： 卡洛斯                                           | 卡拉布里亞公爵 2015年－                                   | 現任 候任：海梅                                           |
| 王位覬覦者                                                |                                                           |                                                           |
| 前任者： 卡洛斯                                           | 波旁-两西西里王室西班牙系族长 2015年－                    | 現任                                                      |
| 前任者： 唐·海梅·德博爾馮-麥地那                          | 法國正統派王位繼承順序 第21位                             | 繼任者： 胡安                                             |

1. ↑  . History Info.   [2020-05-22].
2. ↑  . Regalis.   [2020-05-22]. （原始内容存档于2020-06-04）.